# Major Vieira
Major Vieira är en kommun i Brasilien.   Den ligger i delstaten Santa Catarina, i den södra delen av landet, 1 200 km söder om huvudstaden Brasília. Antalet invånare är 7 479.
I omgivningarna runt Major Vieira växer huvudsakligen savannskog. Runt Major Vieira är det glesbefolkat, med 18 invånare per kvadratkilometer.